# 리파트 카다르지
리파트 카다르지(رفعت الجادرجي‎, 1926년 12월 6일 ~ 2020년 4월 10일)는 이라크의 건축가이다.
무명용사 기념비(1959), 바그다드 중앙 우체국(1975) 등을 설계했다.
2020년 4월 10일 런던에서 코로나19로 사망하였다.

## 사진

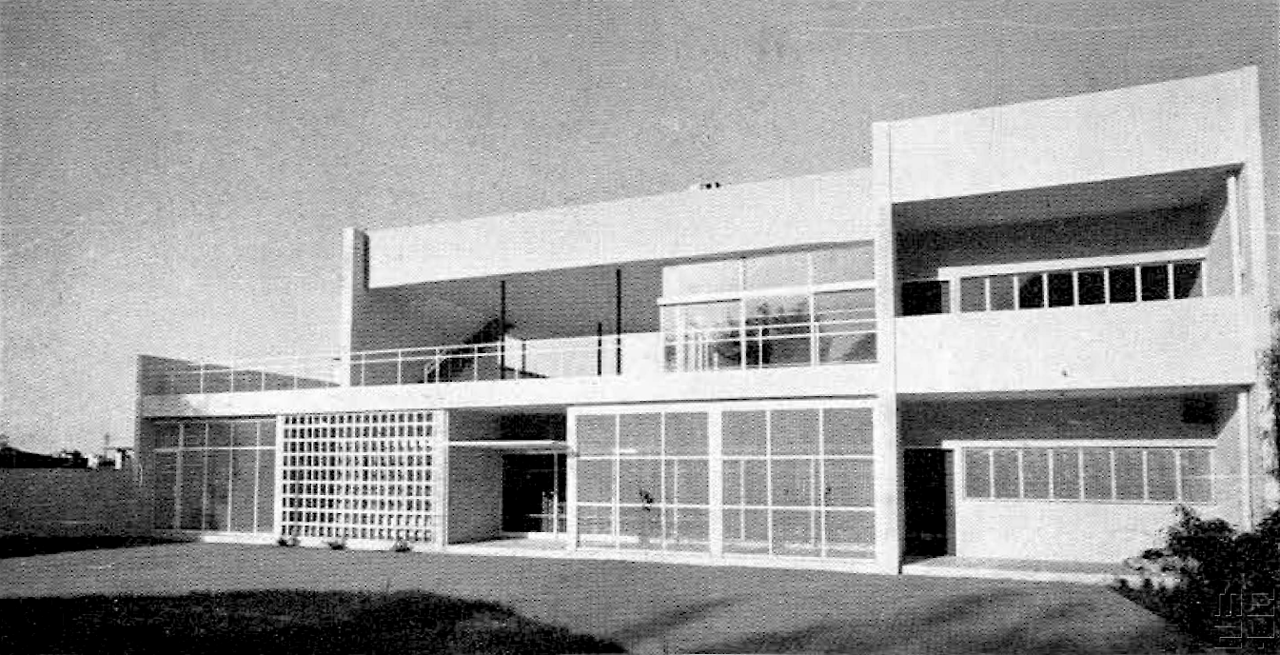
후세인 자밀(아랍어판) 주택 (1953)
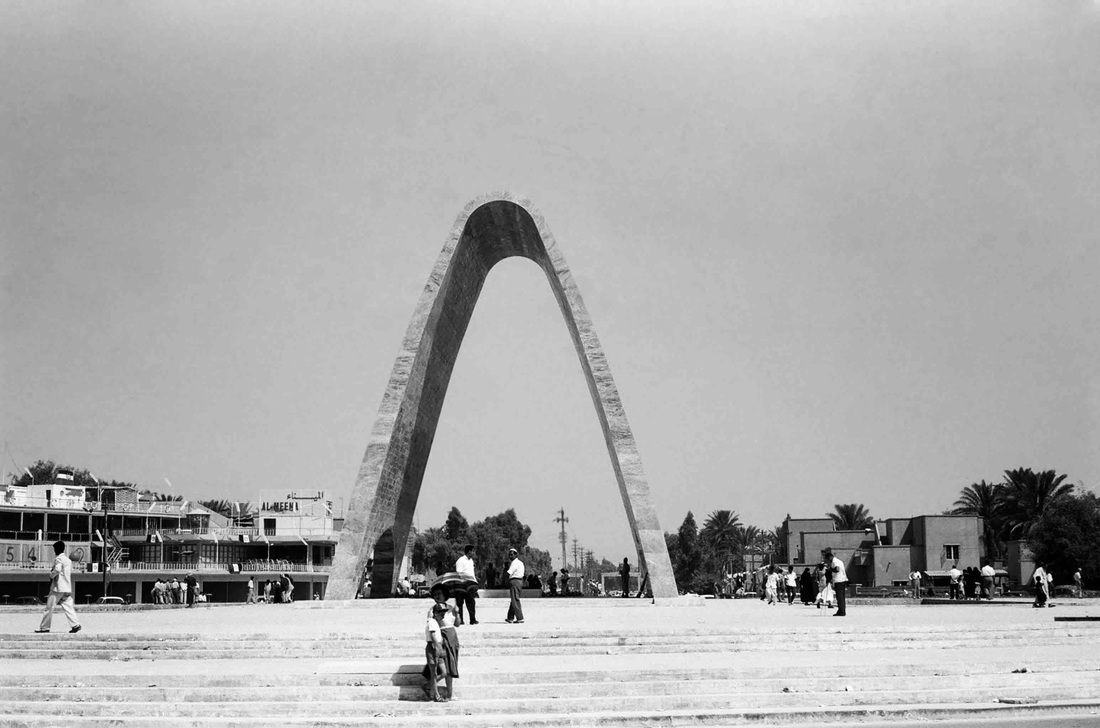
무명용사 기념비(영어판) (1959)

## 같이 보기
- 이슬람 미술
- 이슬람 건축
- 무명 용사의 무덤